# Psaume 72 (71)

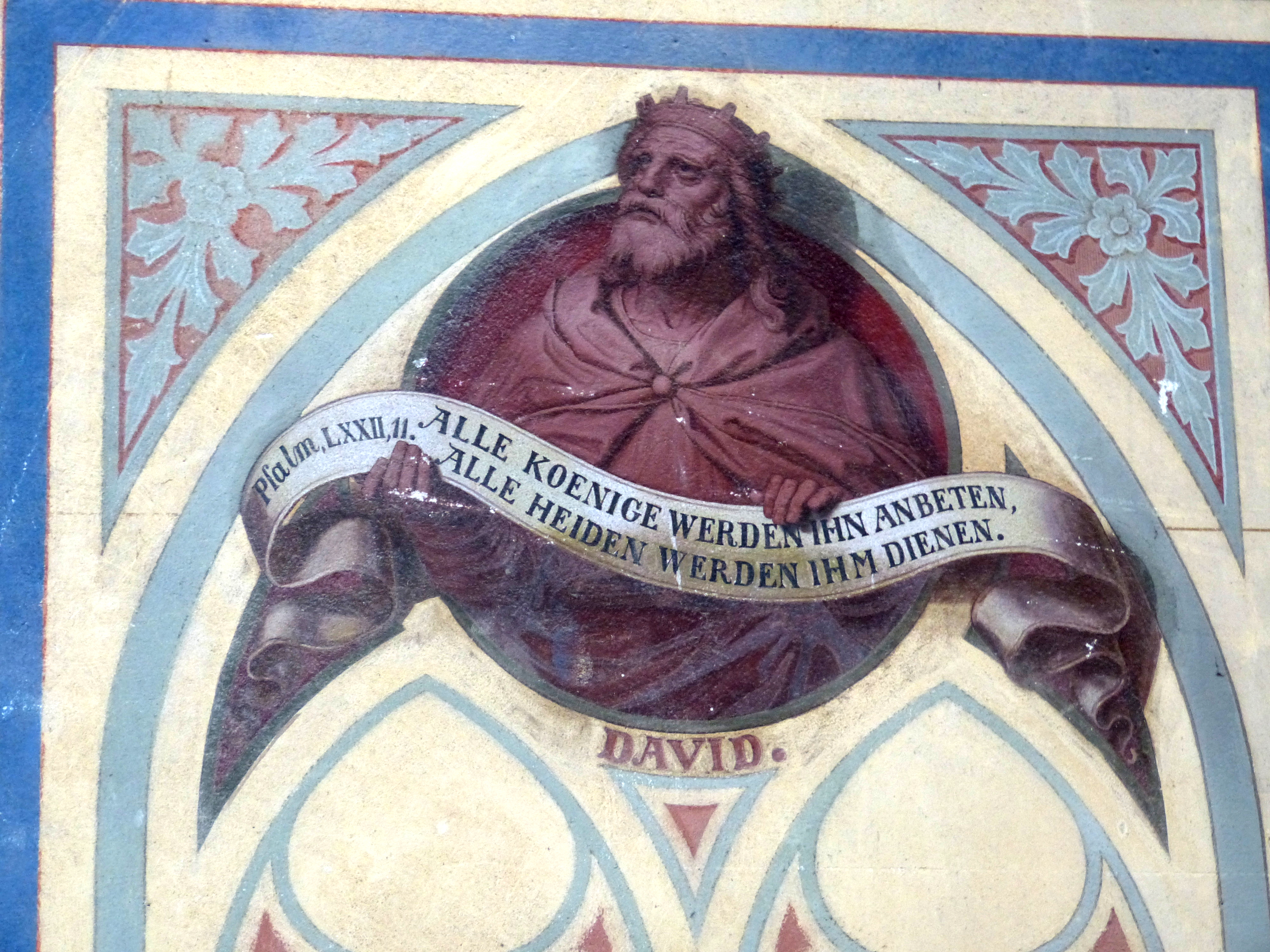
La fresque de 1860 par Carl Gottfried Pfannschmidt dans l'église Sainte-Marie de Barth illustre le roi David avec le texte du psaume 72.

Le psaume 72 (71 selon la numérotation grecque) est attribué à Salomon. Le thème général est celui d’un roi de justice, universel, qui est proche des pauvres et des opprimés.

## Texte
N.B. S’il y a conflit de numérotation des versets entre l’hébreu et le latin, c’est l’original hébreu qui prévaut et la traduction française le suit. Par contre, le latin ne se plie pas à la numérotation affichée. Les numéros de versets s'appliquent au texte latin, mais la traduction est décalée par endroits.
| verset | original hébreu                                                        | traduction française de Louis Segond | Vulgate latine |
| ------ | ---------------------------------------------------------------------- | --- | --- |
| 1      | לִשְׁלֹמֹה: אֱלֹהִים--מִשְׁפָּטֶיךָ, לְמֶלֶךְ תֵּן; וְצִדְקָתְךָ לְבֶן-מֶלֶךְ                          | [De Salomon.] Ô Dieu, donne tes jugements au roi, et ta justice au fils du roi !                                                                                                  | [In Salomonem] |
| 2      | יָדִין עַמְּךָ בְצֶדֶק; וַעֲנִיֶּיךָ בְמִשְׁפָּט                                            | Il jugera ton peuple avec justice, et tes malheureux avec équité. | Deus iudicium tuum regi da et iustitiam tuam filio regis iudicare populum tuum in iustitia et pauperes tuos in iudicio                         |
| 3      | יִשְׂאוּ הָרִים שָׁלוֹם לָעָם; וּגְבָעוֹת, בִּצְדָקָה                                      | Les montagnes porteront la paix pour le peuple, et les collines aussi, par l’effet de ta justice.                                                                                 | Suscipiant montes pacem populo et colles iustitiam                                                                                             |
| 4      | יִשְׁפֹּט, עֲנִיֵּי-עָם--יוֹשִׁיעַ, לִבְנֵי אֶבְיוֹן; וִידַכֵּא עוֹשֵׁק                           | Il fera droit aux malheureux du peuple, il sauvera les enfants du pauvre, et il écrasera l’oppresseur.                                                                            | Iudicabit pauperes populi et salvos faciet filios pauperum et humiliabit calumniatorem                                                         |
| 5      | יִירָאוּךָ עִם-שָׁמֶשׁ; וְלִפְנֵי יָרֵחַ, דּוֹר דּוֹרִים                                    | On te craindra, tant que subsistera le soleil, tant que paraîtra la lune, de génération en génération.                                                                            | Et permanebit cum sole et ante lunam generationes generationum                                                                                 |
| 6      | יֵרֵד, כְּמָטָר עַל-גֵּז; כִּרְבִיבִים, זַרְזִיף אָרֶץ                                    | Il sera comme une pluie qui tombe sur un terrain fauché, comme des ondées qui arrosent la campagne.                                                                               | Descendet sicut pluvia in vellus et sicut stillicidia stillantia super terram                                                                  |
| 7      | יִפְרַח-בְּיָמָיו צַדִּיק; וְרֹב שָׁלוֹם, עַד-בְּלִי יָרֵחַ                                  | En ses jours le juste fleurira, et la paix sera grande jusqu’à ce qu’il n’y ait plus de lune.                                                                                     | Orietur in diebus eius iustitia et abundantia pacis donec auferatur luna                                                                       |
| 8      | וְיֵרְדְּ, מִיָּם עַד-יָם; וּמִנָּהָר, עַד-אַפְסֵי-אָרֶץ                                    | Il dominera d’une mer à l’autre, et du fleuve aux extrémités de la terre. | Et dominabitur a mari usque ad mare et a flumine usque ad terminos orbis terrarum                                                              |
| 9      | לְפָנָיו, יִכְרְעוּ צִיִּים; וְאֹיְבָיו, עָפָר יְלַחֵכוּ                                   | Devant lui, les habitants du désert fléchiront le genou, et ses ennemis lécheront la poussière.                                                                                   | Coram illo procident Aethiopes et inimici eius terram lingent                                                                                  |
| 10     | מַלְכֵי תַרְשִׁישׁ וְאִיִּים, מִנְחָה יָשִׁיבוּ;מַלְכֵי שְׁבָא וּסְבָא, אֶשְׁכָּר יַקְרִיבוּ                | Les rois de Tarsis et des îles paieront des tributs, les rois de Séba et de Saba offriront des présents.                                                                          | Reges Tharsis et insulae munera offerent reges Arabum et Saba dona adducent                                                                    |
| 11     | וְיִשְׁתַּחֲווּ-לוֹ כָל-מְלָכִים; כָּל-גּוֹיִם יַעַבְדוּהוּ                                   | Tous les rois se prosterneront devant lui, toutes les nations le serviront. | Et adorabunt eum omnes reges omnes gentes servient ei                                                                                          |
| 12     | כִּי-יַצִּיל, אֶבְיוֹן מְשַׁוֵּעַ; וְעָנִי, וְאֵין-עֹזֵר לוֹ                                 | Car il délivrera le pauvre qui crie, et le malheureux qui n’a point d’aide. | Quia liberavit pauperem a potente et pauperem cui non erat adiutor                                                                             |
| 13     | יָחֹס, עַל-דַּל וְאֶבְיוֹן; וְנַפְשׁוֹת אֶבְיוֹנִים יוֹשִׁיעַ                                | Il aura pitié du misérable et de l’indigent, et il sauvera la vie des pauvres ;                                                                                                   | Parcet pauperi et inopi et animas pauperum salvas faciet                                                                                       |
| 14     | מִתּוֹךְ וּמֵחָמָס, יִגְאַל נַפְשָׁם; וְיֵיקַר דָּמָם בְּעֵינָיו                                | il les affranchira de l’oppression et de la violence, et leur sang aura du prix à ses yeux.                                                                                       | Ex usuris et iniquitate redimet animas eorum et honorabile nomen eorum coram illo                                                              |
| 15     | וִיחִי-- וְיִתֶּן-לוֹ, מִזְּהַב שְׁבָא:וְיִתְפַּלֵּל בַּעֲדוֹ תָמִיד; כָּל-הַיּוֹם, יְבָרְכֶנְהוּ            | Ils vivront, et lui donneront de l’or de Séba ; ils prieront pour lui sans cesse, ils le béniront chaque jour.                                                                    | Et vivet et dabitur ei de auro Arabiae et orabunt de ipso semper tota die benedicent ei                                                        |
| 16     | יְהִי פִסַּת-בַּר, בָּאָרֶץ-- בְּרֹאשׁ הָרִים:יִרְעַשׁ כַּלְּבָנוֹן פִּרְיוֹ; וְיָצִיצוּ מֵעִיר, כְּעֵשֶׂב הָאָרֶץ  | Les blés abonderont dans le pays, au sommet des montagnes, et leurs épis s’agiteront comme les arbres du Liban ; les hommes fleuriront dans les villes comme l’herbe de la terre. | Erit firmamentum in terra in summis montium superextolletur super Libanum fructus eius et florebunt de civitate sicut faenum terrae            |
| 17     | יְהִי שְׁמוֹ, לְעוֹלָם-- לִפְנֵי-שֶׁמֶשׁ, ינין (יִנּוֹן) שְׁמוֹ:וְיִתְבָּרְכוּ בוֹ; כָּל-גּוֹיִם יְאַשְּׁרוּהוּ | Son nom subsistera toujours, aussi longtemps que le soleil son nom se perpétuera ; par lui on se bénira mutuellement, et toutes les nations le diront heureux.                    | Sit nomen eius benedictum in saecula ante solem permanet nomen eius et benedicentur in ipso omnes tribus terrae omnes gentes beatificabunt eum |
| 18     | בָּרוּךְ, יְהוָה אֱלֹהִים--אֱלֹהֵי יִשְׂרָאֵל: עֹשֵׂה נִפְלָאוֹת לְבַדּוֹ                          | Béni soit l’Éternel Dieu, le Dieu d’Israël, qui seul fait des prodiges ! | Benedictus Dominus Deus Deus Israhel qui facit mirabilia solus                                                                                 |
| 19     | וּבָרוּךְ, שֵׁם כְּבוֹדוֹ-- לְעוֹלָם:וְיִמָּלֵא כְבוֹדוֹ, אֶת-כֹּל הָאָרֶץ-- אָמֵן וְאָמֵן             | Béni soit à jamais son nom glorieux ! Que toute la terre soit remplie de sa gloire ! Amen !                                                                                       | Et benedictum nomen maiestatis eius in aeternum et replebitur maiestate eius omnis terra fiat fiat                                             |
| 20     | כָּלּוּ תְפִלּוֹת-- דָּוִד, בֶּן-יִשָׁי                                                | Fin des prières de David, fils d’Isaï. | Defecerunt laudes David filii Iesse |

## Usages liturgiques

### Dans le judaïsme
Les versets 18 et 19 du psaume 72 se retrouvent dans le Baruch hashem pour les zemirot et pendant maariv.

### Dans le christianisme

#### Chez les catholiques

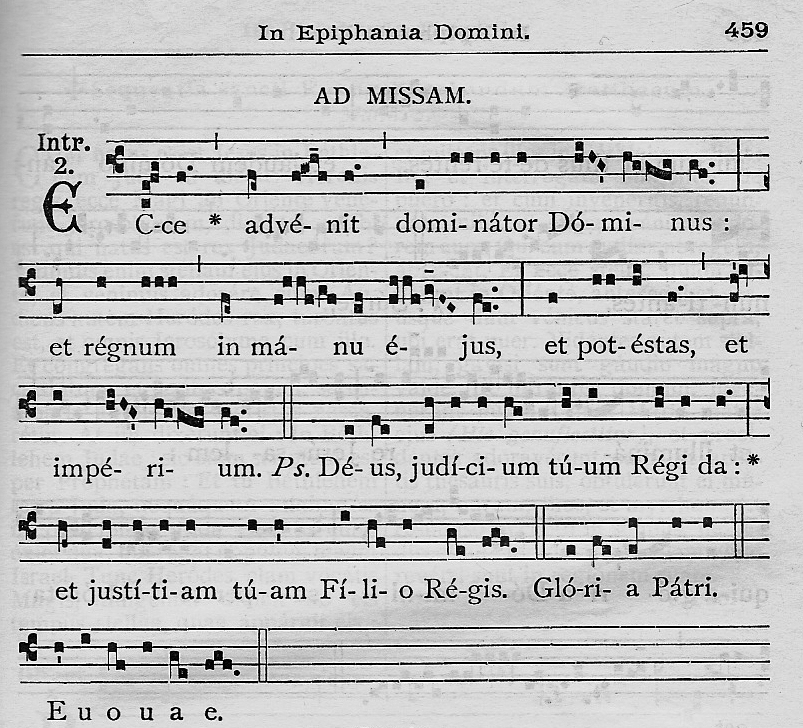

Depuis le haut Moyen Âge, ce psaume était traditionnellement exécuté auprès des monastères, lors de l'office de matines de mercredi, d'après la règle de saint Benoît,.
Dans le répertoire du chant grégorien, les versets 2, 10 et 11 sont chantés lors de la célébration de la messe de l'Épiphanie, en tant que ceux de l'introït.
Actuellement, dans la liturgie des Heures, le psaume 75 est récité ou chanté en deux parties, aux vêpres le jeudi de la deuxième semaine.

## Autres usages

### Devise nationale du Canada
Le huitième verset de ce psaume a inspiré la devise nationale du Canada, A mari usque ad mare.

## Mise en musique
- Marc-Antoine Charpentier compose un Deus judicium tuum regi da, H 166 pour 3 voix, 2 dessus instrumentaux, et basse continue, vers 1675.